# SOG Specialty Knives
Pour les articles homonymes, voir Sog.

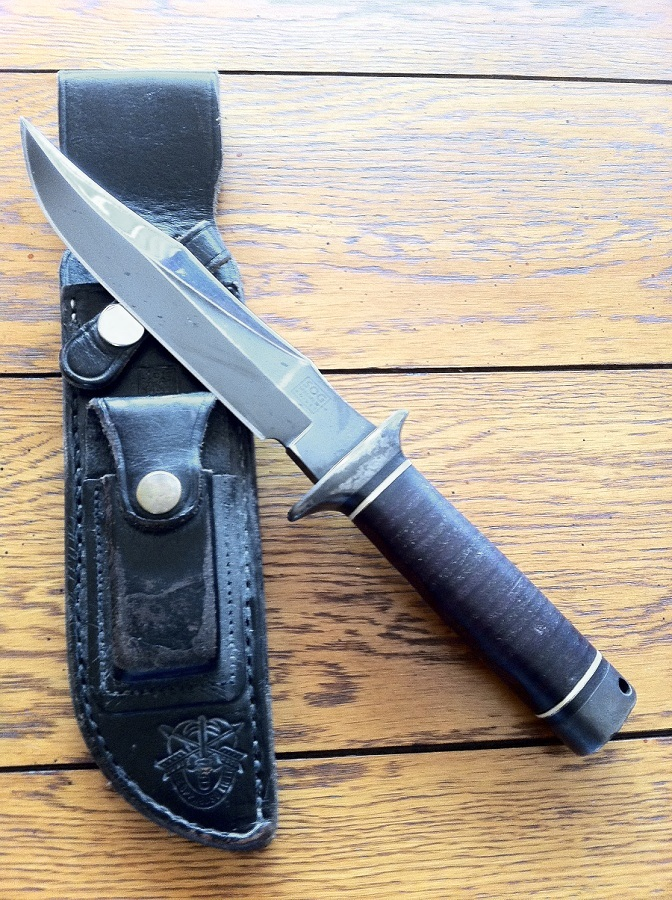

SOG Specialty Knives plus communément appelée SOG est une société américaine basée à Lynnwood dans l'État de Washington aux États-Unis. Elle produit des couteaux, principalement multi-fonctions (multi-tools en anglais) inspiré du couteau suisse, et des couteaux destinés aux forces armées et à la police. La marque est reconnue pour ses innovations techniques.

## Historique
SOG Specialty Knives a été fondé par Spencer Frazer. Né en 1955, son passage par les scouts lui donne le goût pour les couteaux. Diplômé en mathématiques et en sciences de l'université de Princeton, il crée une éphémère entreprise de haut-parleurs pour automobiles. Il rejoint ensuite le service recherche et développement de la division top-secrète des "Black Projects" de l'Industrie de la Défense aérospatiale. Utilisant cette expérience et son goût pour le design, il décide de créer son entreprise de coutellerie en 1986.

## Origine du nom
Le nom de la société est inspiré de l'unité militaire SOG (Study and Observation Group) qui a opéré pendant la guerre du Viêt Nam.

Le premier couteau produit par SOG Specialty Knives était une réplique du couteau de type Bowie utilisé par cette unité de commandos.

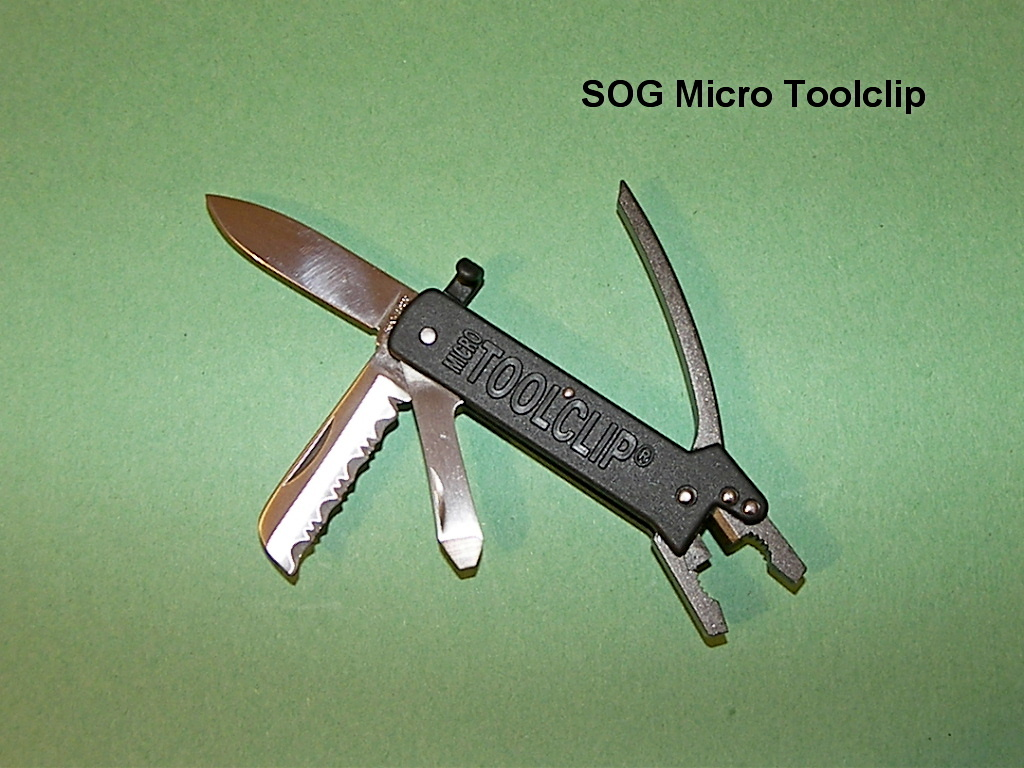
SOG Micro Toolclip

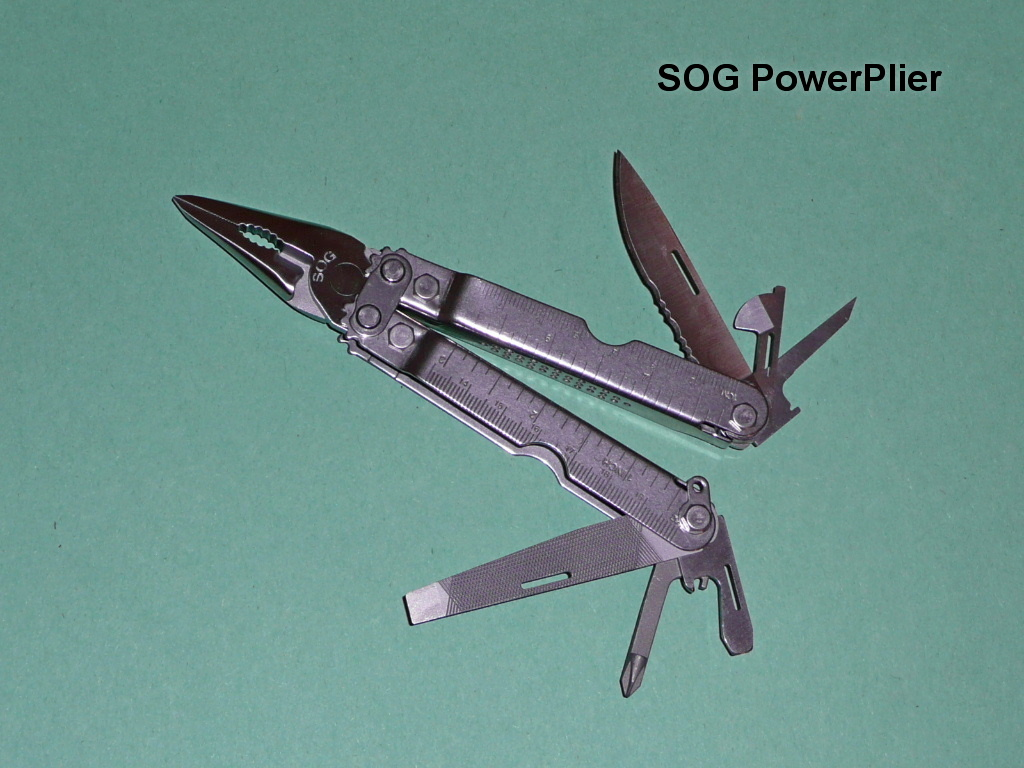
SOG PowerPlier

## Produits
La société produit des couteaux pliants, à lame fixe, à lancer, à ouverture assistée, des couteaux-outils multifonctions ainsi que des haches.

Fin 2008, SOG a commercialisé le premier couteau-outil avec lame à ouverture assistée (improprement appelé système à cran d'arrêt).

SOG est un fournisseur officiel de l'armée américaine. Il équipe notamment l'unité des  US Navy Seals (nageurs de combat de la marine américaine) avec les modèles de la gamme Seal (couteaux de plongée).
Cette société produit également des couteaux-outils destinés aux artificiers (en anglais EOD, Explosive Ordonance Disposal).